# 一心太助 江戸っ子祭り
『一心太助 江戸っ子祭り』（いっしんたすけえどっこまつり）は、1967年制作の東映時代劇映画。舟木一夫主演、山下耕作監督。東映京都撮影所製作、東映配給。
人気歌手・舟木一夫初の時代劇主演で、一心太助と三代将軍徳川家光の二役に挑んだ。

## あらすじ
江戸っ子の魚屋太助（舟木一夫）は、三代将軍家光（舟木の二役）から拝領の皿を割った腰元お仲（藤純子）をかばい、その気っぷに惚れ込んだ大久保彦左衛門（加東大介）と親分子分の盃を交わす。そのころ、勘定奉行川勝丹波守（小池朝雄）と結託した相模屋勘兵衛（遠藤辰雄）が魚河岸を我が物にしようと企んでいた。太助は彦左に頼んで川勝と相模屋の悪事を抑えようとするが、家光から「政治に口を出すな」と命じられ、太助の力になれないことを苦にしながら病死した。太助は浪人・新八（里見浩太朗）の助太刀を得て、仲間たちと相模屋と川勝一家を潰しそうと乗り出した。

## キャスト
- 一心太助：舟木一夫
- 徳川家光：舟木一夫（二役）
- お仲：藤純子
- 新八：里見浩太朗
- お美代：吉村絵梨子
- お夏：三島ゆり子
- 笹尾喜内：財津一郎
- 金太：花紀京
- 千吉：天王寺虎之助
- 弥七：林真一郎
- 松前屋五郎蔵：香川良介
- 源兵衛：笑福亭松之助
- 清吉：八田圭介
- 与吉：松内紀夫
- 加賀爪甚十郎：中村錦司
- 伊藤軍兵衛：堀正夫
- 寅吉：阿波地大輔
- 豚松：有川正治
- 兼松又四郎：近江雄二郎
- 徳山五兵衛：西田良
- 阿部四郎五郎：丘路干
- お豊：東龍子
- 網元：那須伸太朗
- 医者：有島淳平
- 黒覆面の男：波多野博
- 女中：小島恵子
- お仲の母親：岡島艶子
- 庭番：森源太郎
- 水野家用人：小田利夫
- 棟梁：疋田圀男
- 小姓：大矢正利
- 小姓：菅原俊夫[4]
- 相模屋勘兵衛：遠藤辰雄
- 松平伊豆守：品川隆二
- 川勝丹波守：小池朝雄
- 大久保彦左衛門：加東大介

## スタッフ
- 監督：山下耕作
- 脚色：中島貞夫・金子武郎
- 原作：中島貞夫
- 企画：小倉浩一郎・阿部勇吉
- 撮影：鈴木重平
- 美術：吉村晟
- 音楽：山路進一
- 録音：堀場一朗
- 照明：井上孝二
- 編集：宮本信太郎
- 主題歌：「一心太助江戸っ子祭り」（歌：舟木一夫）
  - 作詞：関沢新一／作曲・編曲：山路進一

## 製作

### 企画
企画は当時の東映京都撮影所所長（以下、東映京都）岡田茂。製作の発表は1966年10月で、テレビ時代劇にお株を奪われた時代劇の老舗東映として、お茶の間に奪われたお客を映画館に呼び戻すべく時代劇復興の望みを込め、「(1)新しいタイプの主人公による時代劇（「牙狼之介シリーズ」、(2)特撮を駆使した時代劇（『怪竜大決戦』など）、(3)オーソドックスな"東映時代劇"」の時代劇巻き返し三つの柱として岡田が発表した(3)に該当する、「オーソドックスな"東映時代劇"」として企画した。岡田は「近く舟木一夫の『一心太助』や、大川橋蔵の『銭形平次』の製作にかかるつもりだ。いまテレビの時代劇の人気を見ていると、正統時代劇にファンが、茶の間にひっこんでしまったような気がする。その観客の足を再び映画館に向けさせるためには、今日の観客に魅力あるヒーローを、次々と役に当てはめていくことが大事だと思う。舟木太助や大川平次といったイメージを植え付けることで俳優の人気を高められるし、伝統ある時代劇に新しい生命を甦らせることになるのではないか」と話した。当時は自身が敷いた「任侠路線」が全盛期を迎えていたが、時代劇も何とか新しい傾向のもので繋ぎとめようと試行錯誤していた。しかし岡田は後の映画誌のインタビューで「思い切って時代劇にとどめを刺した」などと話し、正統時代劇の製作は、先に発言のあった1967年10月10日公開の映画版『銭形平次』で一旦終了となった。

### キャスティング
舟木は歌手として1960年代を中心に「御三家」として人気を集め、日活の歌謡映画を中心に役者としても活躍した。東映も岡田が東映京都に転任後に東映東京撮影所の所長となった辻野力弥が本間千代子のために「歌謡青春路線」を敷き、舟木は本間の相手役として2本、東映映画に出演している。東映京都の映画に出演するのは、本作が初めてである。
一心太助の映画といえば、同じ東映の中村錦之介（萬屋錦之介）主演で1960年前後にシリーズ化された中村錦之助版が有名であるが、本作は明るくカラッとした江戸っ子・太助の魅力で舟木ファンを倍増させ、正統時代劇の人気回復を狙った。当時の舟木は歌に映画に絶好調で、1966年8月公開の『絶唱』（日活）が大ヒットし、改めて歌手の持つ人気の高さを見せつけ、日活は『絶唱』の大ヒットを祝うパーティを開くなど、同社のトップスターとして扱った。映画俳優ではお客を呼べなくなった好例として、歌手が「映画に出る以上は、いい作品を」などと当時の映画俳優にも許されない"作品選択権"を持つ始末となり、マスメディアからは「歌手の人気に無条件降伏して映画に頂こう」とする邦画各社の製作姿勢を批判された。舟木は人気絶頂ではあったが、当時レコード祭歌謡大会で出演順序が気に入らないと番組をソデにし、ファンに背を向けた格好になっていたため、本作は人気回復を賭けたものになった。陰のある舟木の個性が、太助役でどう変えられるのかが注目された。

### 脚本
人気スターの舟木が主演する映画ということで、雑誌メディアから話題を煽ろうと中島貞夫に『月刊平凡』での原作が先に発注された。中島は「映画が決まってから『平凡』の舟木ファンに前売りをするって意味でのスタートです。脚本を東大の美学の一年後輩で、一年あとに東映に入って来た金子武郎君と脚本を書きました。彼は進行進行をやってたんだけど、僕が脚本書きに引き込んだんです。彼とはその後も何本かホンを一緒に書いています。しかし錦ちゃん、沢島忠（監督）さんの『一心太助』には、所詮かないっこないんで。それに錦ちゃんと舟木じゃあ、ぜんぜん違う。『よし、スラップスティック・コメディにしてやれ』って、だから脚本が出来て岡田さんに見せたら、こてんぱんに怒られました。『なんだこれ、漫画か』ってね。僕と将軍（山下耕作）でスラップスティック・コメディ作れるわけねえんだけど。（映画の）出来は、将軍だから割ともともだったと思います」などと述べている。

## 同時上映
- 『網走番外地 決斗零下30度』
  - 主演：高倉健
  - 監督：石井輝男

※「網走番外地シリーズ」第8作

## 作品の評価

### 興行成績
東映の1967年ゴールデンウイーク興行は、前年同様、高倉健主演作を前半に、鶴田浩二主演作、『博奕打ち 一匹竜』（小沢茂弘監督）、併映『侠客道』（安藤昇主演・鈴木則文監督）を後半に置いた。本作は東映最大のヒットシリーズ「網走番外地」との併映で大ヒットはしたものの、従来の東映ファンにプラスして舟木ファンを呼び込み、時代劇の復活を狙っていたが、折から舟木の実演が明治座で行われることもあり、ごく少数しか舟木ファンを呼べなかった。客層は普段よりやや女性層が多く見られたが、9割近くが男性だった。平均年齢は25 - 26歳程度。

### 批評家評
『週刊読売』は、「舟木一夫を太助と家光の二役で起用しているが、太助の威勢のよさも表面的だし、まして家光の悩みといったものは表現されていない。演技者としては、まだまだである。途中に大胆な構成があり、魚河岸の利権をめぐる政治悪に対してどう戦うか―そこに大きな興味がもたれたが、太助のとった大衆暴動という戦術が、いつのまにかお上に公認されてアッケない結末。監督山下耕作でBの中」などと評した。
『週刊平凡』は、「舟木クンは少々過労ぎみじゃないのだろうか。もろ肌脱いでタンカを切ったりするとき、少しヤセ過ぎでイタイタしい。むしろ、美しい衣装を着けた家光の方が、彼のパーソナリティ（個性）にぴったりとしている感じだ。義理と人情にころりという、単細胞型の太助は舟木クンの持ち味とはちょっと違う」などと評した。